# Pacífico de Pobladura
Fray Pacífico de Pobladura O.F.M.Cap. (Pobladura de los Oteros, (León, España), 11 de julio de 1927-Sobrevolando el río Orinoco, Estado Delta Amacuro, (Venezuela) 23 de octubre de 1983) Sacerdote y misionero capuchino español.
Andrés María Álvarez Gutiérrez se crio en el seno de una humilde familia campesina con seis hermanos. Para ellos el momento clave del día era la caída del sol, en que la familia se reunía para orar y realizar alguna lectura que siempre rotaba entre las noticias que llegaban de la guerra que desangraba España y los relatos misioneros de su paisano, el P. Baltasar de Matallana en El Ángel Seráfico. 
Comenzó su vida religiosa en el Seminario seráfico de Bilbao donde el 19 de agosto de 1943 tomó los hábitos de la orden capuchina imponiéndole como nombre el maestro de novicios Pacífico con la idea de que «corrigiera» su espíritu «directo, ardiente y combativo» le impuso la penitencia de llamarse para la vida religiosa.
El 14 de julio de 1948 hizo sus votos perpetuos y ordenado presbítero el 11 de febrero de 1951. Fue capellán de los campamentos del Frente de Juventudes, creó un museo misionero en el Seminario Seráfico del Pardo Pacífico y dirigió «El Mensajero Seráfico» revista de animación misionera que en la actualidad cumple más de cien años y con una tirada de más de doce mil ejemplares.
Admirador de la doctrina de José Antonio Primo de Rivera, llevó toda su vida debajo del hábito franciscano la camisa azul.
Diego Márquez Horrillo le concedió a título póstumo la palma roja.